# إذا عرف الأمريكيون (منظمة)
إذا عرف الأمريكيون منظمة غير ربحية مقرها في مقاطعة ريفيرسايد في جنوب كاليفورنيا، تركز على الصراع الإسرائيلي الفلسطيني والسياسة الخارجية للولايات المتحدة فيما يتعلق بالشرق الأوسط، وتقدم تحليلاً للتغطية الإعلامية الأمريكية لهذه القضايا. يعلن موقع الجماعة على الإنترنت أن هدفه هو توفير "ما يحتاج كل أمريكي أن يعرفه عن إسرائيل / فلسطين". ينتقد الموقع الدعم المالي والعسكري الأمريكي لإسرائيل. وقد اتهمت صحيفة نيويورك تايمز وغيرها من المؤسسات الإخبارية الرئيسية بالتحيز لصالح إسرائيل.
بالإضافة إلى مؤسستها، الصحفية المستقلة أليسون وير، من بين أعضاء مجلس الإدارة بول فيندلي، الممثل السابق للولايات المتحدة ومؤلف كتاب "هم يجرؤون على التحدث: الناس والمؤسسات يواجهون اللوبي الإسرائيلي"، وأندرو كيلجور، أحد أعضاء مجلس الإدارة سفير سابق للولايات المتحدة في قطر .
وقد تم استنكاره باعتباره معاداة للسامية من قبل الجماعات المؤيدة والمناهضة لإسرائيل.

## خلفية
وبحسب موقع المنظمة على الإنترنت، فقد سافرت مؤسستها أليسون وير بشكل مستقل في جميع أنحاء الضفة الغربية وقطاع غزة في عام 2001، حيث وجدت وضعًا اعتبرته مختلفًا عما تناقلته وسائل الإعلام الأمريكية. وذكرت أن تصوير الصحافة الأمريكية يتعارض بشكل كبير مع ما نقلته وسائل الإعلام في جميع أنحاء العالم، وأن المواطنين الأمريكيين يتم تضليلهم وعدم إطلاعهم على ما تعتبره من أهم القضايا التي تؤثر عليهم اليوم. لذلك أسست وير منظمة تعكس ما اعتبرته وجهة نظر أكثر موضوعية.
بالإضافة إلى موقعها الإعلامي، تضع منظمة «إذا عرف الأمريكيون» لوحات إعلانية وإعلانات حول الدعم المالي الأمريكي لإسرائيل وتنشر المؤسسة وير مقالات رأي حول هذا الموضوع في أورلاندو سينتينيل.

## المواقف
الهدف المعلن للمنظمة هو "إعلام وتثقيف الجمهور الأمريكي حول القضايا ذات الأهمية الكبرى التي لا يتم الإبلاغ عنها أو الإبلاغ عنها بشكل ناقص أو خاطئ في وسائل الإعلام الأمريكية"، واستطرد قائلا: "إن الهدف من «إذا عرف الأمريكيون» إبلاغ الجمهور الأمريكي بدقة حول [إسرائيل وفلسطين]. والأهم من ذلك كله، أن الهدف هو إعلام الأمريكيين بشأن علاقتنا الشخصية الهائلة، وغير المرئية في كثير من الأحيان".
«إذا عرف الأمريكيون» ترى أن دعم الولايات المتحدة لإسرائيل يجب أن ينخفض على أساس أنه ليس في المصلحة الأمريكية أو أنه يتماشى مع المبادئ الأمريكية، فإنه يكلف دافعي الضرائب الأمريكيين المليارات، ويعرض حياة الأمريكيين للخطر بشكل متزايد ويمنع السلام.
وتؤكد أن دعم الولايات المتحدة لإسرائيل كان مدفوعًا منذ فترة طويلة بالضغط نيابة عن حكومة أجنبية، غالبًا عبر أيباك بسبب اعتراضات خبراء وزارة الخارجية والبنتاغون، وفي السنوات الأخيرة من خلال جهود "عدد متزايد من الأفراد الذين تربطهم صلات وثيقة بإسرائيل (يُعرفون بالمحافظين الجدد)"في مناصب رفيعة المستوى في الحكومة الأمريكية.
وتعتقد أن هناك "تسترًا لنسب مروعة" حول إسرائيل / فلسطين في وسائل الإعلام الأمريكية. في عام 2005، نشرت دراسة تنتقد تغطية صحيفة نيويورك تايمز للقتلى الإسرائيليين والفلسطينيين، والتقت آنذاك بمحرر نيويورك تايمز العام دانيال أوكرنت لمناقشة دراستهم. في العمود اللاحق ذكر أوكرنت الاجتماع لكنه رفض استنتاجات إياك (IAK).
وقد لفتت الانتباه إلى عدد القضاة اليهود في المحكمة العليا الأمريكية، وكتبت عن تعيين باراك أوباما لميريك غارلاند أنه "من المشكوك فيه أن يكون لمجموعة صغيرة واحدة تمثيل غير متناسب بشكل كبير في أعلى محكمة في البلاد".
كتبت المديرة التنفيذية أليسون وير أن إنهاء المساعدة العسكرية الأمريكية لإسرائيل من شأنه أن "يساعد في إحلال السلام في الشرق الأوسط، وبناء عالم أكثر أمانًا، وتخفيف البؤس الهائل". وقد "اتهمت أنصار أمريكا لإسرائيل بإثارة الحروب وإشراك الولايات المتحدة فيها، وقالت إن القادة النازيين والصهاينة تواطؤوا خلال الحرب العالمية الثانية، وادعت أن إسرائيل تحصد أعضاء فلسطينية".

## استقبال
تم اتهام المنظمة بمعاداة السامية من قبل منظمة الصوت اليهودي من أجل السلام، والحملة الأمريكية لإنهاء الاحتلال ورابطة مكافحة التشهير (ADL). دعت رابطة مكافحة الإرهاب «إذا عرف الأمريكيون» «منظمة مناهضة لإسرائيل» (وضعها في "أفضل 10 مجموعات" أكثر نفوذًا ونشاطًا معادية لإسرائيل في الولايات المتحدة في عام 2013) وذكرت أن "انتقاد وير لإسرائيل، في مرات، عبرت الخط إلى معاداة السامية". واستشهدت باستخدام وير لاقتباس لإسرائيل شاحاك يصف معتقدات بعض الإسرائيليين بأنها "إيمان قاس ومتفوق". صرحت وير أنها اعتبرت أن هذا التوصيف المقتبس لا يتعلق بالاتجاه السائد لليهودية، وطالبت رابطة مكافحة الإرهاب بتصحيح ما أسمته "تصريحات تشهيرية وغير دقيقة".
انتقدت منظمة الصوت اليهودي من أجل السلام إياك (IAK) لقولها إن أمريكا بريئة من إدامة الظلم في الشرق الأوسط، بسبب نهجها "الذيل يهز الكلب" في العلاقات الإسرائيلية الأمريكية، وتقليلها لوجهات النظر اليهودية والفلسطينية حول الصراع: "إلى وير و«إذا عرف الأمريكيون»، يمكن الوثوق فقط بالأصوات غير العربية وغير الإسلامية وغير الفلسطينية وغير اليهودية لقول الحقيقة، بناءً على هويتهم العرقية أو الدينية فقط".
في عام 2016، أوصى به الأستاذ في جامعة ستانفورد ديفيد بالومبو ليو في موقع Salon.com كمصدر بديل للمعلومات عن إسرائيل، لكنه سحب التوصية بعد الجدل.
في عام 2006، وصفت منظمة المراقبة الإعلامية "الإنصاف والدقة في إعداد التقارير" (FAIR) "إذا عرف الأمريكيون" بأنها "قيّمة".

## أنظر أيضا
- تقرير واشنطن حول شؤون الشرق الأوسط

## روابط خارجية
- الموقع الرسمي